# یوزف هوگی

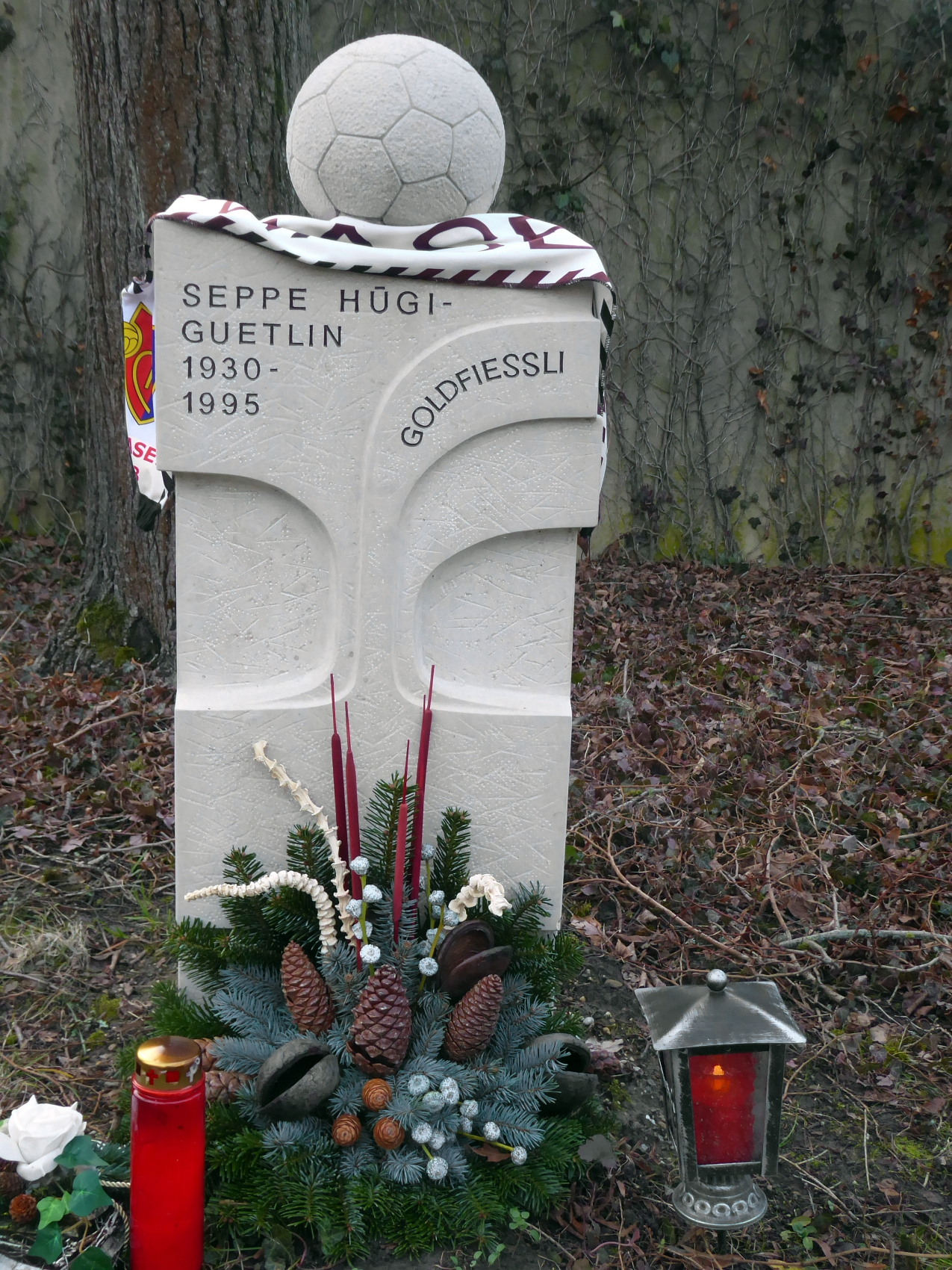
نمایی از سنگ‌مزار یوزف هوگی - ۲۰۲۰

یوزف هوگی (انگلیسی: Josef Hügi؛ ۲۳ ژانویهٔ ۱۹۳۰ – ۱۶ آوریل ۱۹۹۵) یک بازیکن فوتبال اهل سوئیس بود.
او همچنین در تیم ملی فوتبال سوئیس بازی کرده است.